# Видоизменённый углерод (роман)
«Видоизменённый углеро́д» (англ. Altered Carbon) — научно-фантастический роман Ричарда К. Моргана, изданный в 2002 году. Рассказывает о будущем, в котором межзвёздные путешествия осуществляются перемещением сознания между телами («оболочками»). Такеши Ковач, бывший элитный солдат Корпуса посланников, становится частным детективом, нанятым богатым человеком для расследования собственной смерти. Имеет продолжения «Сломленные ангелы» и «Пробуждённые фурии». На русском языке вышел в 2005 году. Роман был удостоен премии Филипа К. Дика в 2003 году в номинации «Лучший роман»
В 2018 году вышла телеадаптация книги — сериал компании Netflix «Видоизменённый углерод».

## Сюжет
В антиутопичном мире романа человеческие личности могут быть оцифрованы и загружены в новые тела, названные «оболочками». Большинство людей имеют мозговые имплантаты — стэки, которые содержат их сознания. В случае смерти тела стэк может храниться вечно. Католики решают не менять оболочки, поскольку верят, что после смерти душа отправляется в рай и не может перейти в новую оболочку. Это делает католиков хорошей целью для убийств, поскольку убийцы знают, что жертва не будет воскрешена для дачи показаний. Одна из сюжетных линий романа — резолюция ООН, позволяющая изменить это юридическое положение и позволить властям временно поместить убитую католичку в новую оболочку для участия в деле об убийстве.
Большинство людей может позволить приобрести себе новую оболочку к концу своей жизни, однако они не могут постоянно обновлять свои тела и каждый раз проходят через все стадии старения. Это отбивает желание менять оболочку больше чем один или два раза. Так что, хотя обычные люди могут жить, в теории, бесконечно, большинство выбирают этого не делать. Только обеспеченные люди могут позволить себе постоянную смену тел. Такие люди зовутся Мафами — отсылка к Библейскому персонажу Мафусаилу. Очень богатый человек может также позволить себе регулярно сохранять копию своего разума в удалённом хранилище. Копия гарантирует, что даже в случае уничтожения стэка человек не погибнет и его разум сможет быть перенесён в новую оболочку.
Маф по имени Лоуренс Бэнкрофт, по всей видимости, совершил самоубийство. 48-часовой цикл резервного копирования лишил его воспоминаний о последних двух сутках жизни. Убеждённый, что был убит, Бэнкрофт нанимает Такеши Ковача расследовать свою смерть.
Ковач — бывший Посланник. Посланники — воинская часть, сформированная для ведения межзвёздных войн. Перемещения быстрее света возможны лишь с помощью подпространственной передачи оцифрованных сознаний в «центры загрузки», где может быть осуществлена их загрузка в оболочку. Перемещение нормальных солдат таким способом может серьёзно отразиться на их эффективности, поскольку им придётся адаптироваться к новым телам и незнакомым боевым условиям. Чтобы с этим справиться, Посланники делают акцент на ментальные тренировки, а не физические. Тела, в которые перемещаются посланники, обладают специальными нейро-химическими рецепторами, которые усиливают все 5 чувств, интуицию и физические способности до сверхчеловеческих показателей. Эффективность тренировок Посланников такова, что им запрещено занимать правительственные посты в большинстве миров. Ковача постоянно терзают воспоминания об участии части Посланников в битве на планете Шарайа и, особенно, о военном поражении на Инненине, в котором Части потерпели значительные потери из-за заражения их стэков вирусом Роулинг 4851, повреждающим цифровую информацию.
Ковач, убитый в прологе и сохранённый в цифровой форме, загружен в оболочку, ранее принадлежавшую полицейскому Элиасу Райкеру из Бэй Сити (бывший Сан-Франциско). Сюжет рассказывает о раскрытии Ковачем тайны ценой огромного насилия, включающем пытки в виртуальной реальности, которые он вынес только благодаря тренировкам Посланников.